# Nick Taylor (futbolista)
Nick Taylor (en camboyano: នីកូឡាស ឌឿង ថៃល័រ; Dallas, Texas; 2 de septiembre de 1998) es un futbolista de Camboya nacido en Estados Unidos que juega en la posición de extremo con el Svay Rieng FC de la Liga C desde el año 2023.

## Carrera

### Club
| Periodo   | Club               |
| --------- | ------------------ |
| 2017-2018 | New Mexico Lobos   |
| 2019-2021 | SMU Mustangs       |
| 2021      | UCF Golden Knights |
| 2022      | Orlando City B     |
| 2023-     | Svay Rieng FC      |

### Selección nacional
Aparte de jugar para Estados Unidos también tenía la opción de jugar para Camboya por el lado materno. Taylor decidió jugar para Camboya, con la que debutó el 23 de septiembre de 2022 entrando de cambio al minuto 60 en la derrota por 0-1 ante Bangladés. En diciembre de 2022 fue convocado para jugar en el campeonato de la AFF 2022. El 29 de diciembre de 2022 Taylor anotó su primer gol internacional, de penal en la victoria por 5–1 sobre Brunéi en Nom Pen.

## Logros
- American Athletic Conference: 2019
- Cambodian Premier League: 2023–24
- Hun Sen Cup: 2023–24